# بازی‌های آسیایی ساحلی ۲۰۲۰
ششمین دوره بازی‌های آسیایی ساحلی (چینی: 第六届亚洲沙滩运动会; پین‌یین: Dì liù jiè yàzhōu shātān yùndònghuì) قرار است تا در سانیا چین برگزار شود.
سانا بعد از هایانگ ۲۰۱۲، دومین شهر چین خواهد بود که میزبان بازی‌های آسیایی ساحلی است.